# Gordon Ramsay – A konyha ördöge
A Gordon Ramsay – a konyha ördöge amerikai, éttermeket és azok átalakítását nyomonkövető televíziós műsor, amelyet a Fox tv-n vetítenek. A műsorban Gordon Ramsay (magyar hangja az 1-7. évadig Széles Tamás, a 8. évadtól és az RTL által újraszinkronizált részekben Kőszegi Ákos) brit sztárszakács és médiaszemélyiség egy-egy hetet tölt különféle, fennmaradásukért küzdő éttermekben Amerika-szerte, és megkísérli rendbe hozni azok működését. A műsor a hasonló nevű és tematikájú brit Ramsay – a konyha ördöge című brit televízióműsorra épít. A gyártó cég a Granada Productions (amely 2009 májusától ITV Studios America néven ismert) és az Optomen Television, együttműködésben az A. Smith & Co. Productions-szal. A vezető producerek Arthur Smith, Kent Weed és Patricia Llewellyn.
Az első évad 2007. szeptember 19-én került adásba. 2012 februárjában a Fox bejelentette a hatodik évadot, amely 2012. október 26-án indult.

## Évadok áttekintése
| # | # | Epizódok | Eredeti vetítés      | Eredeti vetítés      |
| # | # | Epizódok | Évadnyitó rész       | Évadzáró rész        |
| - | - | -------- | -------------------- | -------------------- |
|   | 1 | 10       | 2007. szeptember 19. | 2007. december 12.   |
|   | 2 | 12       | 2008. szeptember 4.  | 2009. január 15.     |
|   | 3 | 13       | 2010. január 29.     | 2010. május 21.      |
|   | 4 | 14       | 2011. január 21.     | 2011. május 20.      |
|   | 5 | 17       | 2011. szeptember 23. | 2012. március 30.    |
|   | 6 | 16       | 2012. október 26.    | 2013. május 10.      |
|   | 7 | 10       | 2014. április 11.    | 2014. szeptember 12. |
|   | 8 | 10       | 2023. szeptember 25. | 2023. december 4.    |
|   | 9 | 11       | 2025. január 7.      | 2025. március 18.    |

## Epizódok

### Első évad (2007)
Az első évad Dél-Kalifornia és New-York környékének éttermeire összpontosít.
| #                                                       | #  | Étterem               | Helyszín                | Eredeti sugárzási időpont |
| ------------------------------------------------------- | -- | --------------------- | ----------------------- | ------------------------- |
| 1                                                       | 1  | „Peter's”             | Babylon, New York       | 2007. szeptember 19.      |
|                                                         |    |                       |                         |                           |
| 2                                                       | 2  | „Dillon's”            | New York, New York      | 2007. szeptember 26.      |
| Az epizódban az éttermet Purnima névre keresztelték át. |    |                       |                         |                           |
| 3                                                       | 3  | „The Mixing Bowl”     | Bellmore, New York      | 2007. október 3.          |
|                                                         |    |                       |                         |                           |
| 4                                                       | 4  | „Seascape”            | Islip, New York         | 2007. október 10.         |
|                                                         |    |                       |                         |                           |
| 5                                                       | 5  | „The Olde Stone Mill” | Tuckahoe, New York      | 2007. október 17.         |
|                                                         |    |                       |                         |                           |
| 6                                                       | 6  | „Sebastian's”         | Toluca Lake, Kalifornia | 2007. november 7.         |
|                                                         |    |                       |                         |                           |
| 7                                                       | 7  | „Finn McCool's”       | Westhampton, New York   | 2007. november 14.        |
|                                                         |    |                       |                         |                           |
| 8                                                       | 8  | „Lela's”              | Pomona, Kalifornia      | 2007. november 21.        |
|                                                         |    |                       |                         |                           |
| 9                                                       | 9  | „Campania”            | Fair Lawn, New Jersey   | 2007. november 28.        |
|                                                         |    |                       |                         |                           |
| 10                                                      | 10 | „The Secret Garden”   | Moorpark, Kalifornia    | 2007. december 12.        |
|                                                         |    |                       |                         |                           |

### Második évad (2008-2009)
A második évad a felső-középnyugati országrészre összpontosít, mint New York és California.
| #                                                                                                | #  | Étterem                     | Helyszín                   | Eredeti sugárzási időpont |
| ------------------------------------------------------------------------------------------------ | -- | --------------------------- | -------------------------- | ------------------------- |
| 11                                                                                               | –  | „Revisited: Gordon Returns” | N/A                        | 2008. szeptember 4.       |
| Finn Mc Cool's, The Old Stone Mill, The Mixing Bowl, Dillion's, Campania, Peter's újralátogatása |    |                             |                            |                           |
| 12                                                                                               | 1  | „Handlebar”                 | Mount Sinai, New York      | 2008. szeptember 11.      |
|                                                                                                  |    |                             |                            |                           |
| 13                                                                                               | 2  | „Giuseppi's”                | Macomb Township, Michigan  | 2008. szeptember 18.      |
|                                                                                                  |    |                             |                            |                           |
| 14                                                                                               | 3  | „Trobiano's”                | Great Neck, New York       | 2008. szeptember 25.      |
|                                                                                                  |    |                             |                            |                           |
| 15                                                                                               | 4  | „Black Pearl”               | New York, New York         | 2008. szeptember 25.      |
|                                                                                                  |    |                             |                            |                           |
| 16                                                                                               | 5  | „J Willy's”                 | South Bend, Indiana        | 2008. október 30.         |
|                                                                                                  |    |                             |                            |                           |
| 17                                                                                               | 6  | „Hannah & Mason's”          | Cranbury, New Jersey       | 2008. november 6.         |
|                                                                                                  |    |                             |                            |                           |
| 18                                                                                               | 7  | „Jack's Waterfront”         | St. Clair Shores, Michigan | 2008. november 6.         |
|                                                                                                  |    |                             |                            |                           |
| 19                                                                                               | 8  | „Sabatiello's”              | Stamford, Connecticut      | 2008. november 13.        |
|                                                                                                  |    |                             |                            |                           |
| 20                                                                                               | 9  | „Fiesta Sunrise”            | West Nyack, New York       | 2008. november 13.        |
|                                                                                                  |    |                             |                            |                           |
| 21                                                                                               | 10 | „Santé La Brea”             | Los Angeles, Kalifornia    | 2008. november 20.        |
|                                                                                                  |    |                             |                            |                           |
| 22                                                                                               | 11 | „Cafe 36”                   | La Grange, Illinois        | 2009. január 15.          |
|                                                                                                  |    |                             |                            |                           |

### Harmadik évad (2010)
| #                                                          | #  | Étterem             | Helyszín                       | Eredeti sugárzási időpont |
| ---------------------------------------------------------- | -- | ------------------- | ------------------------------ | ------------------------- |
| 23                                                         | 1  | „Hot Potato Cafe”   | Philadelphia, Pennsylvania     | 2010. január 29.          |
|                                                            |    |                     |                                |                           |
| 24                                                         | 2  | „Flamangos”         | Whitehouse Station, New Jersey | 2010. február 2.          |
| Az éttermet The Junction névre keresztelték át az adásban. |    |                     |                                |                           |
| 25                                                         | 3  | „Bazzini”           | Ridgewood, New Jersey          | 2010. február 5.          |
|                                                            |    |                     |                                |                           |
| 26                                                         | 4  | „Mojito”            | Brooklyn, New York             | 2010. február 25.         |
|                                                            |    |                     |                                |                           |
| 27                                                         | 5  | „Lido di Manhattan” | Manhattan Beach, Kalifornia    | 2010. március 4.          |
|                                                            |    |                     |                                |                           |
| 28                                                         | 6  | „Le Bistro”         | Lighthouse Point, Florida      | 2010. március 11.         |
|                                                            |    |                     |                                |                           |
| 29                                                         | 7  | „Casa Roma”         | Lancaster, Kalifornia          | 2010. március 12.         |
|                                                            |    |                     |                                |                           |
| 30                                                         | 8  | „Mama Rita's”       | Newbury Park, Kalifornia       | 2010. március 19.         |
|                                                            |    |                     |                                |                           |
| 31                                                         | 9  | „Anna Vincenzo's”   | Boca Raton, Florida            | 2010. március 26.         |
|                                                            |    |                     |                                |                           |
| 32                                                         | –  | „Revisited No. 2”   | N/A                            | 2010. április 9.          |
| A Santé La Brea és a Giuseppi's újralátogatása             |    |                     |                                |                           |
| 33                                                         | 10 | „Fleming”           | Miami, Florida                 | 2010. május 7.            |
|                                                            |    |                     |                                |                           |
| 34                                                         | 11 | „Sushi-Ko”          | Thousand Oaks, Kalifornia      | 2010. május 14.           |
|                                                            |    |                     |                                |                           |
| 35                                                         | –  | „Revisited No. 3”   | N/A                            | 2010. május 21.           |
| A Handlebar, Casa Roma és a The Black Pearl újralátogatása |    |                     |                                |                           |

### Negyedik évad (2011)
2010 májusában a Fox bejelentette a negyedik évadot, amelyet 2011. január 21-étől sugároztak.
| #                                                                | #  | Étterem            | Helyszín                 | Eredeti sugárzási időpont |
| ---------------------------------------------------------------- | -- | ------------------ | ------------------------ | ------------------------- |
| 36                                                               | 1  | „Spanish Pavilion” | Harrison, New Jersey     | 2011. január 21.          |
|                                                                  |    |                    |                          |                           |
| 37                                                               | 2  | „Classic American” | West Babylon, New York   | 2011. január 28.          |
|                                                                  |    |                    |                          |                           |
| 38                                                               | 3  | „PJ's Steakhouse”  | Queens, New York         | 2011. február 4.          |
| Az éttermet PJ's Grill névre nevezték át.                        |    |                    |                          |                           |
| 39                                                               | –  | „Revisited No. 4”  | N/A                      | 2011. február 11.         |
| Újralátogatás: Mojito, The Junction (fka Flamangos) és a Bazzini |    |                    |                          |                           |
| 40                                                               | 4  | „Grasshopper Also” | Carlstadt, New Jersey    | 2011. február 18.         |
|                                                                  |    |                    |                          |                           |
| 41                                                               | 5  | „Davide”           | Boston, Massachusetts    | 2011. február 25.         |
|                                                                  |    |                    |                          |                           |
| 42                                                               | 6  | „Down City”        | Providence, Rhode Island | 2011. március 11.         |
|                                                                  |    |                    |                          |                           |
| 43                                                               | –  | „Revisited No. 5”  | N/A                      | 2011. március 18.         |
| Újralátogatás: Le Bistro, Anna Vincenzo's, Lido di Manhattan     |    |                    |                          |                           |
| 44                                                               | 7  | „Tavolini”         | Bridgeport, Connecticut  | 2011. március 25.         |
|                                                                  |    |                    |                          |                           |
| 45                                                               | 8  | „Kingston Cafe”    | Pasadena, Kalifornia     | 2011. április 15.         |
|                                                                  |    |                    |                          |                           |
| 46                                                               | 9  | „La Frite”         | Sherman Oaks, Kalifornia | 2011. április 29.         |
|                                                                  |    |                    |                          |                           |
| 47                                                               | 10 | „Capri”            | Eagle Rock, Kalifornia   | 2011. május 6.            |
|                                                                  |    |                    |                          |                           |
| 48                                                               | 11 | „Zeke's”           | Metairie, Louisiana      | 2011. május 13.           |
|                                                                  |    |                    |                          |                           |
| 49                                                               | 12 | „Oceana”           | New Orleans, Louisiana   | 2011. május 20.           |
|                                                                  |    |                    |                          |                           |

### Ötödik évad (2011–2012)
2011 márciusában toborzó felhívást tettek közzé az ötödik évadra. Az ötödik évad 2011. szeptember 23-án indult, és 2012 márciusában ért véget.
| #                                                               | #  | Étterem                   | Helyszín                   | Eredeti sugárzási időpont |
| --------------------------------------------------------------- | -- | ------------------------- | -------------------------- | ------------------------- |
| 50                                                              | 1  | „Blackberry's”            | Plainfield, New Jersey     | 2011. szeptember 23.      |
|                                                                 |    |                           |                            |                           |
| 51                                                              | 2  | „Leone's”                 | Montclair, New Jersey      | 2011. szeptember 30.      |
|                                                                 |    |                           |                            |                           |
| 52                                                              | 3  | „Mike & Nellie's”         | Oakhurst, New Jersey       | 2011. október 7.          |
|                                                                 |    |                           |                            |                           |
| 53                                                              | 4  | „Luigi's D'Italia”        | Anaheim, Kalifornia        | 2011. október 14.         |
|                                                                 |    |                           |                            |                           |
| 54                                                              | –  | „Revisited No. 6”         | N/A                        | 2011. október 21.         |
| Újralátogatás: Down City, Classic American, Davide              |    |                           |                            |                           |
| 55                                                              | 5  | „Burger Kitchen, Part 1”  | Los Angeles, Kalifornia    | 2011. november 4.         |
|                                                                 |    |                           |                            |                           |
| 56                                                              | 6  | „Burger Kitchen, Part 2”  | Los Angeles, Kalifornia    | 2011. november 11.        |
|                                                                 |    |                           |                            |                           |
| 57                                                              | 7  | „The Greek at the Harbor” | Ventura, Kalifornia        | 2011. november 18.        |
|                                                                 |    |                           |                            |                           |
| 58                                                              | 8  | „Michon's”                | College Park, Georgia      | 2012. január 13.          |
|                                                                 |    |                           |                            |                           |
| 59                                                              | 9  | „El Greco”                | Austin, Texas              | 2012. január 20.          |
|                                                                 |    |                           |                            |                           |
| 60                                                              | –  | „Revisited No. 7”         | N/A                        | 2012. január 27.          |
| Újralátogatás: Spanish Pavilion, Kingston Cafe, Capri, La Frite |    |                           |                            |                           |
| 61                                                              | 10 | „Park's Edge”             | Atlanta, Georgia           | 2012. február 3.          |
|                                                                 |    |                           |                            |                           |
| 62                                                              | 11 | „Spin-A-Yarn Steakhouse”  | Fremont, Kalifornia        | 2012. február 10.         |
|                                                                 |    |                           |                            |                           |
| 63                                                              | 12 | „Charlie's”               | La Verne, Kalifornia       | 2012. február 17.         |
|                                                                 |    |                           |                            |                           |
| 64                                                              | 13 | „Cafe Hon”                | Baltimore, Maryland        | 2012. február 24.         |
|                                                                 |    |                           |                            |                           |
| 65                                                              | 14 | „Chiarella's”             | Philadelphia, Pennsylvania | 2012. március 23.         |
|                                                                 |    |                           |                            |                           |
| 66                                                              | 15 | „Zocalo”                  | Philadelphia, Pennsylvania | 2012. március 30.         |
|                                                                 |    |                           |                            |                           |

### Hatodik évad (2012-2013)
| # | #  | Étterem                                  | Helyszín                  | Eredeti sugárzási időpont |
| --- | -- | ---------------------------------------- | ------------------------- | ------------------------- |
| 67 | 1  | „La Galleria 33, Part One”               | Boston, Massachusetts     | 2012. október 26.         |
| |    |                                          |                           |                           |
| 68 | 2  | „La Galleria 33, Part Two”               | Boston, Massachusetts     | 2012. november 2.         |
| |    |                                          |                           |                           |
| 69 | 3  | „Mama Maria's”                           | Brooklyn, New York        | 2012. november 9.         |
| |    |                                          |                           |                           |
| 70 | 4  | „Ms. Jean's Southern Cuisine”            | Wilkinsburg, Pennsylvania | 2012. november 16.        |
| |    |                                          |                           |                           |
| 71 | 5  | „Barefoot Bob's”                         | Hull, Massachusetts       | 2012. december 7.         |
| |    |                                          |                           |                           |
| 72 | –  | „Revisited No. 8”                        | N/A                       | 2012. december 14.        |
| Újralátogatás: Cafe Hon, Chiarella's, Leone's |    |                                          |                           |                           |
| 73 | 6  | „Olde Hitching Post Restaurant & Tavern” | Hanson, Massachusetts     | 2013. január 25.          |
| |    |                                          |                           |                           |
| 74 | 7  | „Levanti's Italian Restaurant”           | Beaver, Pennsylvania      | 2013. február 1.          |
| Az éttermet a műsor során átnevezték Levanti's American Bistro névre                                                                                                  |    |                                          |                           |                           |
| 75 | 8  | „Sam's Mediterranean Kabob Room”         | Monrovia, Kalifornia      | 2013. február 15.         |
| |    |                                          |                           |                           |
| 76 | 9  | „Nino's Italian Restaurant”              | Long Beach, Kalifornia    | 2013. február 22.         |
| |    |                                          |                           |                           |
| 77 | 10 | „Mill Street Bistro, Part 1”             | Norwalk, Ohio             | 2013. március 1.          |
| |    |                                          |                           |                           |
| 78 | 11 | „Mill Street Bistro, Part 2”             | Norwalk, Ohio             | 2013. március 8.          |
| |    |                                          |                           |                           |
| 79 | 12 | „Yanni's”                                | Seattle, Washington       | 2013. március 15.         |
| |    |                                          |                           |                           |
| 80 | 13 | „Prohibition”                            | Everett, Washington       | 2013. március 22.         |
| |    |                                          |                           |                           |
| 81 | 14 | „Chappy's”                               | Nashville, Tennessee      | 2013. május 3.            |
| |    |                                          |                           |                           |
| 82 | 15 | „Amy's Baking Company”                   | Scottsdale, Arizona       | 2013. május 10.           |
| Az étterem tulajdonosokkal fennálló konfliktusa miatt, Ramsey segítségnyújtás nélkül elhagyja az éttermet. Ez az első és egyetlen ilyen alkalom a műsor történetében. |    |                                          |                           |                           |

### Hetedik évad (2014)
| # | # | Étterem                          | Helyszín                  | Eredeti sugárzási időpont |
| --- | - | -------------------------------- | ------------------------- | ------------------------- |
| 83 | 1 | „Return to Amy's Baking Company” | Scottsdale, Arizona       | 2014. április 11.         |
| Ramsay maga nem tér vissza az Amy's Baking Company-ba (ehelyett a Pokol konyhája forgatási epizódját mutatja be). Egy új, speciálisan rögzített interjút készít a tulajdonosokkal Ana Garcia helyi riporter, valamint bónuszfelvételeket is bemutatott, ami az eredeti, adásba került epizódban volt. |   |                                  |                           |                           |
| 84 | 2 | „Pantaleone's”                   | Denver, Colorado          | 2014. április 11.         |
| |   |                                  |                           |                           |
| 85 | 3 | „Old Neighborhood”               | Arvada, Colorado          | 2014. április 18.         |
| |   |                                  |                           |                           |
| 86 | 4 | „Kati Allo”                      | Queens, New York          | 2014. április 18.         |
| |   |                                  |                           |                           |
| 87 | 5 | „Mangia Mangia, Part 1”          | Woodland Park, Colorado   | 2014. április 25.         |
| |   |                                  |                           |                           |
| 88 | 6 | „Mangia Mangia, Part 2”          | Woodland Park, Colorado   | 2014. április 25.         |
| |   |                                  |                           |                           |
| 89 | 7 | „Zayna Flaming Grill, Part 1”    | Redondo Beach, Kalifornia | 2014. május 2.            |
| |   |                                  |                           |                           |
| 90 | 8 | „Zayna Flaming Grill, Part 2”    | Redondo Beach, Kalifornia | 2014. május 2.            |
| |   |                                  |                           |                           |
| 91 | 9 | „Bella Luna”                     | Easton, Pennsylvania      | 2014. május 16.           |
| |   |                                  |                           |                           |
| 92 | - | „Revisited No. 9”                | N/A                       | 2014. szeptember 12.      |
| Újralátogatás: La Galleria 33, Olde Hitching Post, Prohibition Gastropub |   |                                  |                           |                           |

### Nyolcadik évad (2023)
| #   | #  | Étterem                  | Helyszín                  | Eredeti sugárzási időpont |
| --- | -- | ------------------------ | ------------------------- | ------------------------- |
| 93  | 1  | „Bel Aire”               | Astoria, New York         | 2023. szeptember 25.      |
|     |    |                          |                           |                           |
| 94  | 2  | „Bask 46”                | Woodland Park, New Yersey | 2023. október 2.          |
|     |    |                          |                           |                           |
| 95  | 3  | „In the Drink”           | Wayne, New Yersey         | 2023. október 9.          |
|     |    |                          |                           |                           |
| 96  | 4  | „Da Mimmo”               | Dumont, New Yersey        | 2023. október 16.         |
|     |    |                          |                           |                           |
| 97  | 5  | „Juicy Box”              | Brooklyn, New York        | 2023. november 6.         |
|     |    |                          |                           |                           |
| 98  | 6  | „Love Bite”              | Saugerties, New York      | 2023. november 13.        |
|     |    |                          |                           |                           |
| 99  | 7  | „El Cantito”             | Yonkers, New York         | 2023. november 20.        |
|     |    |                          |                           |                           |
| 100 | 8  | „South Brooklyn Foundry” | Brooklyn, New York        | 2023. november 27.        |
|     |    |                          |                           |                           |
| 101 | 9  | „Max's Bar & Grill”      | Long Branch, New Jersey   | 2023. december 4.         |
|     |    |                          |                           |                           |
| 102 | 10 | „Diwan”                  | Port Washington, New York | 2023. december 4.         |
|     |    |                          |                           |                           |

### Kilencedik évad (2025)
| #   | #  | Étterem                               | Helyszín               | Eredeti sugárzási időpont |
| --- | -- | ------------------------------------- | ---------------------- | ------------------------- |
| 103 | 1  | „Iberville: Ramsay's Worst Nightmare” | New Orleans, Louisiana | 2025. január 7.           |
|     |    |                                       |                        |                           |
| 104 | 2  | „Iberville: The Nightmare Continues”  | New Orleans, Louisiana | 2025. január 14.          |
|     |    |                                       |                        |                           |
| 105 | 3  | „Voleos”                              | New Orleans, Louisiana | 2025. január 21.          |
|     |    |                                       |                        |                           |
| 106 | 4  | „Kindred”                             | New Orleans, Louisiana | 2025. január 28.          |
|     |    |                                       |                        |                           |
| 107 | 5  | „3 Southern Girls”                    | Jefferson, Louisiana   | 2025. február 4.          |
|     |    |                                       |                        |                           |
| 108 | 6  | „Kings Blu Jam”                       | Houston, Texas         | 2025. február 11.         |
|     |    |                                       |                        |                           |
| 109 | 7  | „Verdict”                             | New Orleans, Louisiana | 2025. február 18.         |
|     |    |                                       |                        |                           |
| 110 | 8  | „Grumpy George”                       | Georgetown, Texas      | 2025. február 25.         |
|     |    |                                       |                        |                           |
| 111 | 9  | „Leo's”                               | Cedar Creek, Texas     | 2025. március 4.          |
|     |    |                                       |                        |                           |
| 112 | 10 | „Blake’s Place”                       | New Orleans, Louisiana | 2025. március 11.         |
|     |    |                                       |                        |                           |
| 113 | 11 | „Simmer Down”                         | Georgetown, Texas      | 2025. március 18.         |
|     |    |                                       |                        |                           |

## Jogi ügyek
2007 szeptemberében Martin Hyde, a Dillon's korábbi vezetője keresetet nyújtott be Ramsay ellen. Állítása szerint Ramsay megrendezett katasztrófákkal és fizetett színészekkel befolyásolta az étteremről a alkotott képet.
A keresetet békéltető tárgyalásra küldték.

## Fogadtatás
Ginia Bellafante a The New York Timestól Ramsay tanítási módszerét és magas követelményszintjét „visszautasíthatatlanul hipnotikusnak” találta.
A Chicago Sun-Times a „nagyon szórakoztató közszolgáltati műsornak” írta le, ami „megnevettet, megbetegít és elgondolkodtat".
Néhány kritika a Fox műsoradaptációját nem találta olyan erősnek, mint az alapjául szolgáló Channel 4 szériát. Maureen Ryian a Chicago Tribune-től úgy írt, a „Fox átvesz a britek által már egyszer jól elkészített műsorokat, majd elrontja azokat”. Hozzátette, hogy a főzés a lényeg; az amerikai változat azonban inkább a családi drámákra összpontosít a meglátogatott éttermekben.
Robert Lloyd a Los Angeles Timesban megjegyezte, hogy az eredeti változat egy valódi, jól elkészített gasztroműsor volt, amely érdeklődésre számot tartó módon mutatta be, hogyan működnek az éttermek és a konyhák, a helyi hozzávalókra és arra összpontosítva, hogy milyen ételeket készítene ezekből a néző, ha ő lenne Gordon Ramsay (vagy az ő utasításait követné). Szerinte a Fox túlzottan az emocionális vonalra helyezte a hangsúlyt a konyhaművészet helyett.

## Fordítás
Ez a szócikk részben vagy egészben  a   Kitchen Nightmares című angol Wikipédia-szócikk fordításán alapul.  Az eredeti cikk szerkesztőit annak laptörténete sorolja fel. Ez a jelzés csupán a megfogalmazás eredetét és a szerzői jogokat jelzi, nem szolgál a cikkben szereplő információk forrásmegjelöléseként.